# Genexpressionstest
Als Genexpressionstest bezeichnet man eine kommerziell erhältliche Methode zur Genexpressionsanalyse, insbesondere bei der Auswahl einer individuell optimierten Brustkrebstherapie. Dieser Test kann von einem geeigneten Labor als Service durchgeführt oder in Form konfigurierter Reagenzien angeboten werden. Diese optimierten Reagenzien erlauben es auch weniger spezialisierten Labors, die Analyse durchzuführen. Genexpressionstests sind Bestandteil der sogenannten „stratifizierten“ oder auch personalisierten Medizin, bei der genomische Merkmale (prognostischen Biomarker) dazu dienen sollen, Behandlungen von Krankheiten individuell zu optimieren.

## Eigenschaften
Genexpressionstests für die Genexpressionsanalyse werden zumeist entweder in Form von Microarrays für die genomweite Analysen angeboten oder in Form einer DNA-Sequenzierung im Hochdurchsatz nach einer RNA-Reinigung und nach einer reversen Transkription. Niedrig-Dichte-Arrays (Low Density Arrays) mit geringer Abdeckung werden für Forschungszwecke zunehmend weniger gebräuchlich. Die Genexpressionstests für klinische Anwendungen beschränken sich im Gegensatz zu den Tests für Forschungszwecke zumeist auf die Analyse einiger weniger Gene. Derzeit finden Genexpressionstests in der Klinik primär Anwendung bei der Auswahl einer individuell optimierten Therapie bei Brustkrebs.
Genexpressionstests der ersten Generation analysieren ausschließlich die mRNA-Expression eines Tumors. Neuere Genexpressionstests beziehen auch Informationen aus anderen Quellen ein.

## Genexpressionstests für die Therapieauswahl von Brustkrebs
Derzeit angebotene Expressionstests für die Therapieauswahl von Brustkrebs sind z. B. MammaTyper, MammaPrint, Oncotype DX, PAM50 ROR, genomic grade index (GGI), EndoPredict, BCI und Curebest 95GC. Allen Genexpressionstests ist gemein, dass sie eine Untergruppe der Brustkrebspatientinnen identifizieren sollen, die ohne Chemotherapie optimal behandelt werden können. Eine Änderung der Therapiewahl durch Genexpressionstests resultiert nicht unbedingt in einer Änderung der Überlebensrate der Patienten, weshalb Genexpressionstests zur Änderung der Therapiewahl mit Vorsicht zu bewerten sind.

### EndoPredict
EndoPredict ist ein Genexpressionstest der zweiten Generation, der die mRNA-Expression von 11 Genen mit der Größe des Tumors sowie der Anzahl der von Tumorzellen befallenen Achsellymphknoten verknüpft. Als Ergebnis gibt er die Wahrscheinlichkeit an, mit der eine Patientin ohne Anwendung einer Chemotherapie innerhalb von zehn Jahren nach der Operation erneut an Krebs erkranken wird. Endopredict gibt keine Empfehlung zur Wirksamkeit einer adjuvanten Chemotherapie.
EndoPredict wurde als CE-markierter diagnostischer Test klinisch und analytisch validiert. Er kann mit RNA aus formalin-fixiertem und paraffin-eingebettetem Gewebe aus dem Operationspräparat oder aus einer diagnostischen Stanzbiopsie durchgeführt werden. Basierend auf den publizierten Daten bescheinigt die Arbeitsgemeinschaft für Gynäkologische Onkologie (AGO) dem EndoPredict in ihren Leitlinien seit dem Jahr 2013 den Evidenzlevel 1.
Eine Patientin mit einem laut EndoPredict niedrigem Tumorrisiko hat eine 96%ige Sicherheit, auch ohne Einsatz von Chemotherapie über mindestens zehn Jahre tumorfrei zu bleiben. Etwa 65 % aller Patientinnen mit Östrogenrezeptor-positivem, HER2-negativem primärem Brustkrebs haben laut EndoPredict-Ergebnis ein niedriges Tumorrisiko. EndoPredict ist signifikant bei der Vorhersage von Früh- wie Spätmetastasen und erlaubt so eine Aussage über den zu erwartenden langfristigen Krankheitsverlauf und eine entsprechend angepasste individualisierte Therapie.

### Mammaprint
Mammaprint untersucht die Genexpression von 71 Genen. Mammaprint gibt sowohl eine Aussage über die Prognose als auch eine Empfehlung zur Wirksamkeit einer adjuvanten Chemotherapie.

### Mammatyper
MammaTyper ist ein Genexpressionstest, der einen quantitativen Nachweis des mRNA-Expressionsstatus der vier Biomarkergene ERBB2 (HER2), ESR1 (ER), PGR (PR) und MKI67 (Proliferationsmarker Ki-67) in humanem Brustkrebsgewebe ermöglicht. Die Kombination der Ergebnisse für die vier Marker erlaubt eine molekulare Subtypisierung von Tumorgewebe gemäß der St.-Gallen-Klassifikation in die fünf Subtypen Luminal A-like, Luminal B-like (HER2 positive), Luminal B-like (HER2 negative), HER2 positive (non-luminal) und Triple negative (ductal). MammaTyper verwendet Gesamt-RNA, die aus Formalin-fixiertem und in Paraffin-eingebettetem (FFPE) Tumorgewebe extrahiert wird. Die Analyse der Genexpression erfolgt durch eine qRT-PCR.

### Oncotype DX
Der Oncotype DX Breast Recurrence Score® Test ist ein Genexpressionstest für Patientinnen, die an einem Hormonrezeptor-positivem/HER2neu-negativem Brustkrebs erkrankt sind. Es handelt sich um den einzigen Brustkrebstest, mit dem sich eine prädiktive Aussage (präzise Vorhersage des Chemotherapienutzens) über das alleinige Rückfall- bzw. Rezidiv-Risiko hinaus treffen lässt. Er untersucht die Aktivität von insgesamt 21 Genen, um den potentiellen Nutzen einer adjuvanten Chemotherapie und die Wahrscheinlichkeit eines Rezidivs festzustellen. Der Oncotype-DX-Test wird an einem Biopsat oder an einem während der Operation zur Entfernung des Tumors entnommenen Stück Tumorgewebe durchgeführt. Die Aktivität der Gene des Tumors wird geprüft. Das Ergebnis der Analyse wird den Patientinnen in Form ihres Recurrence-Score®-Wertes mitgeteilt. Dieser Wert liegt zwischen 0 und 100. Das Ergebnis ermöglicht eine präzise personalisierte Einschätzung der Situation der Patientin.
Ein Recurrence-Score-Ergebnis zwischen 0 und 25 bedeutet, dass eine Behandlung mit einer alleinigen Antihormontherapie ausreicht. Patientinnen mit diesem niedrigen Recurrence-Score-Wert benötigen keine Chemotherapie. Die oft schwerwiegenden kurz- und auch langfristigen Nebenwirkungen können ihnen erspart werden.
Ein Recurrence-Score-Ergebnis zwischen 26 und 100 bedeutet ein höheres Rückfall-Risiko. Eine Behandlung mit einer kombinierten Chemo- und Antihormontherapie wird in diesen Fällen sehr wahrscheinlich einen wichtigen Beitrag dazu leisten, die Wahrscheinlichkeit von Fernrezidiven zu reduzieren.

### Studienlage
Nur für den Oncotype-DX-Brustkrebstest liegen Daten aus prospektiven klinischen Studien sowie Outcome-Daten von mehr als 96.000 Patientinnen vor. Damit verfügt der Test über das höchstmögliche Evidenzlevel, das damit den Nutzen in der klinischen Praxis eindeutig bestätigt. Seit seiner Markteinführung im Jahr 2004 wurde der Oncotype-DX-Brustkrebstest weltweit bei über einer Million Patientinnen eingesetzt. Besonders bedeutsam sind die Ergebnisse der bisher größten Studie zur adjuvanten Behandlung von Brustkrebs – TAILORx. Die Studie zeigte an 10.273 eingeschlossenen Patientinnen eindrücklich die Limitationen der bisher gebräuchlichen klassisch pathologischen Faktoren, sowie den Zugewinn an bedeutenden Informationen durch den Recurrence-Score-Wert, den der Oncotype-DX-Brustkrebstest liefert. Damit führte sie zu einer weltweit anerkannten Anpassung der Behandlungsrichtlinien.
In der TAILORx-Studie konnte belegt werden, dass eine Entscheidung auf alleiniger Basis der klassischen Pathologie zu einer Fehleinschätzung für die Mehrzahl der Patientinnen geführt hätte. Für 73 % aller Patientinnen, für die auf Basis der klassischen Pathologie eine Entscheidung für eine Chemotherapie erfolgt wäre, konnte der Oncotype-DX-Brustkrebstest belegen, dass ein Nutzen einer zusätzlichen Chemotherapie nicht gegeben ist. Weitaus schwerwiegender konnte auch gezeigt werden, dass in der Gruppe der Patientinnen, die den größten Nutzen von einer Chemotherapie haben (Recurrence-Score-Ergebnis >=26) ein Anteil von 43 % der Patientinnen eine „niedriges Risiko“-Einschätzung auf Basis der klassischen Pathologie erhalten hätten und hiermit deutlich untertherapiert worden wären. Für diese Patientinnen hätte das sehr schwerwiegende Folgen haben können. Eine alleinige Antihormontherapie hätte nach Auswertung der Studiendaten zu einem deutlich schnelleren Auftreten eines Rezidivs oder im Extremfall einer Metastasierung mit fatalen Folgen für die Patientin führen können.

### Prosigna
Prosigna ist ein Genexpressionstest bei Brustkrebs, welcher auf der PAM-50-Gen-Signatur (Gruppe von 50 Genen) basiert und von der FDA zugelassen und in Europa CE-zertifiziert ist. Mit diesem Test kann nicht nur das Rückfallrisiko (ROR) der einzelnen Patientin abgeschätzt werden, er gibt auch Auskunft über den biologischen Subtyp des Tumors.
Der Prosigna-Test wurde an mehreren Kohorten der prospektiv-randomisierten Studien mit konsistenten Ergebnissen untersucht (MA 5, MA-12, TransATAC, ABCSG-8, GEICAM 9906). In der Meta-Analyse der TransATAC und ABCSG-8 Studien (u. a. Gnant et al., ASCO 2013, Hauptvortrag) zeigte sich, dass der Test eine zusätzliche prognostische Information zu den klassischen Prognosefaktoren liefert. Dabei konnte eine Gruppe der Patientinnen (auch in der nodal-positiven Situation) identifiziert werden (40–50 %), die eine exzellente Prognose auch ohne Chemotherapie aufweisen.

## Anwendung in Deutschland
Biomarker-basierte Tests bei der Behandlung von frühen Brustkrebs werden seit Januar 2020 in Deutschland von den Gesetzlichen Krankenversicherungen als Regelleistungen anerkannt. In der Plenarsitzung von 20. Juni 2019 hat der Gemeinsame Bundesausschuss (G-BA) den Oncotype-DX-Test als ersten und derzeit einzigen Multigentest bei Brustkrebs in die Regelversorgung aufgenommen. Der Test ist seit dem 1. Januar 2020 Bestandteil des Einheitlichen Bewertungsmaßstabes der Gesetzlichen Krankenversicherung (EBM). Gesetzlich versicherte Patientinnen mit nodal-negativem, frühem Brustkrebs und ihre behandelnden Ärzte haben nun umfassenden Zugang zum Oncotype-DX-Brustkrebstest. Die Entscheidung des G-BA folgt dem im September 2018 veröffentlichten Addendum des Abschlussberichts des Deutschen Instituts für Qualität und Wirtschaftlichkeit im Gesundheitswesen (IQWiG).
Bei einem Workshop über „Methodenfragen in der stratifizierten Medizin“ im Jahr 2013 riet eine nationale Expertenrunde noch von einer Kostenübernahme ab. Als Grund wurden Zweifel an der Evidenz der zugrunde liegenden Versuchsdesigns, sogenannter prospektiv-retrospektiver Studien, angeführt, die zurzeit eine Evidenzeinstufung nicht möglich machen. Die Organkommission Mamma der Arbeitsgemeinschaft Gynäkologische Onkologie (AGO) empfahl 2014 die Anwendung bei Patientinnen nur dann, wenn alle anderen Kriterien keine Therapieentscheidung zulassen. Insgesamt ist sie der Ansicht, dass der routinemäßige Einsatz von Genexpressionstests derzeit noch nicht generell empfohlen werden kann.
2016 beurteilte das Institut für Qualität und Wirtschaftlichkeit im Gesundheitswesen den Nutzen von Mammaprint als „unklar“; für die anderen Produkte lägen keine zur Bewertung geeigneten Studien vor.
Der Gemeinsame Bundesausschuss hat in seiner Sitzung am 18. Mai 2017 beschlossen, das Institut für Qualität und Wirtschaftlichkeit im Gesundheitswesen (IQWiG) mit der Erstellung einer Entscheidungshilfe für Patientinnen zu Biomarker-Tests bei Brustkrebs zu beauftragen.